# Matthieu Poitevin
Matthieu Poitevin, né le 14 mars 1965 à Marseille, est un architecte français. Il est le fondateur de l'agence d'architecture Caractère Spécial, professeur à l'Ecole Nationale Supérieure d'Architecture de Marseille, et président de l'association Va jouer dehors! qui organise le Festival de la Ville à Marseille.

## Biographie
Matthieu Poitevin grandit dans un environnement culturel et artistique engagé. Sa mère, Catherine Poitevin, initiée auprès de Louis Malle, est monteuse et réalisatrice de documentaires. Son père, Julien Blaine (Christian Poitevin), artiste et poète français, est l'un des créateurs de la poésie action qui a participé au développement de la poésie performance en France et à l'étranger.
Diplômé de l’École spéciale d'architecture (ESA) en 1991, élève de Paul Virilio, Matthieu Poitevin fonde ARM architecture à Marseille en 1992, qui devient en 2014 l'agence Caractère spécial.
Ses créations couvrent un ensemble de projets et de situations partout en France : logements, lieux publics et écoles. Il est le créateur d’architectures culturelles emblématiques telles la Friche de la Belle de Mai à Marseille en 2000, le Centre national des arts du cirque à Châlons-en-Champagne en 2011 ou encore Le Grand T à Nantes en 2019.

## Principales réalisations

### Collèges Renoir et Rostand (1994)
Une des premières réalisations de Matthieu Poitevin, inaugurée en 1998, porte sur la reconstruction des Collèges Renoir et Rostand dans les quartiers Nord de Marseille qui reçoit le Prix de la Première œuvre et le Trophée National du Paysage. Paul Virilio écrit à propos de cette réalisation : "C’est de l’architecture archaïque, c’est-à-dire quelque chose de naissant. Ce n’est pas poli, nettoyé, lavé avec la brosse à reluire, c’est vivant!"

### Friche Belle de Mai (2000)
En 2000, sur les conseils d’Hubert Tonka et Jean Nouvel, Matthieu Poitevin intervient dans le projet de la Friche Belle de Mai. Il devient l’architecte principal et le maître d’œuvre de la transformation du site pendant les vingt années qui suivent, en lien notamment avec Marseille-Provence 2013, capitale européenne de la culture qui en fait l’un de ses projets phares.
Ancienne Manufacture des Tabacs devenue site culturel ouvert au public depuis 1992, la Friche la Belle de Mai forme un quartier totalement nouveau au cœur de Marseille. Avec «L’Air de ne pas y toucher» (intitulé du premier schéma directeur de 2002), Matthieu Poitevin compose avec l’existant, le transforme pour l'adapter aux 70 structures et 400 professionnels du spectacle et de la culture installés à la Friche. Il façonne le lieu en suivant un processus organique, vernaculaire et empirique. Des espaces obscurs sont ouverts à la lumière du jour, un réseau de rues publiques et d’artères corollaires est créé, reliant ainsi le restaurant Les Grandes Tables (2006) et les salles de spectacle la Cartonnerie. De nouveaux équipements artistiques et culturels sont créés tels que les Studios (2010), la Crèche (2012), les ateliers de production artistique les Magasins (2012), la Tour et le Panorama (2013), qui devient le lieu principal de l’art contemporain à Marseille, le playground (2015) et le module (2017). Ces créations ont permis à la Friche la Belle de Mai de devenir aujourd'hui l'épicentre de la vie artistique et culturelle de la métropole marseillaise,.

### Cité Manifeste (2005)
En 2005, Matthieu Poitevin conçoit 11 petites maisons livrées à l’imagination et à la liberté d’usage des habitants au cœur de la Cité Manifeste à Mulhouse. Cette œuvre totalement nouvelle offre des habitations «pré-détournables» où celles et ceux qui y vivent finissent de composer eux-mêmes leur habitat. Composée de 61 logements sociaux, la Cité est un symbole du début du XXIème siècle, en matière d'innovation architecturale et technique appliquée au logement social. Les logements commandés par la Société mulhousienne des cités ouvrières (Somco) sont divisés en cinq lots sous maîtrise d'œuvre de Jean Nouvel, Anne Lacaton et Jean-Philippe Vassal, Duncan Lewis, Shigeru Ban et Matthieu Poitevin. Cet ensemble architectural est labellisé « Architecture contemporaine remarquable » en 2022. 

### Centre national des arts du cirque (2011)
En 2011, Matthieu Poitevin est lauréat en tant qu'architecte mandataire pour la construction du Centre national des arts du cirque à Châlons-en-Champagne, avec NP2F, architecte associé. L’extension et réhabilitation du CNAC sur son site de hangars agricoles est livrée en 2015,. Le bâtiment reçoit l’Équerre d'argent dans la catégorie Culture, Jeunesse et Sports en 2016.

### Le Grand T (2019)
En juillet 2019, Caractère spécial est désignée agence lauréate du concours de maîtrise d’œuvre pour la restructuration du théâtre Le Grand T et Musique et Danse en Loire-Atlantique à Nantes, lieu destiné au spectacle vivant engagé sous toutes ses formes. La transformation du théâtre est pensée comme la création d'une place de quartier, un lieu de vie. C’est le paysage de l’immense site arboré qui donne les lignes directrices du projet dont la fin des travaux est prévue pour 2025.

## Engagement
En 2019, pour répondre à l'urgence du centre-ville de Marseille après la chute d’immeubles à Noailles, Matthieu Poitevin fonde l’association reconnue d’intérêt général Va jouer dehors!, dont il est président. Il invite quatorze étudiants de l'ENSA de Marseille à se réunir pour travailler sur un projet collectif manifeste "d'une façon heureuse et poétique de penser la ville de demain".  
Va jouer dehors! organise le 15 mai 2021 l'événement "Réparer la ville" dans les anciens abattoirs du quartier des Crottes à Marseille. Des délégations de sept villes (Lille, Nantes, Strasbourg, Saint-Étienne, Marseille, Athènes et Beyrouth) s'y réunissent pour proposer un projet répondant à un besoin ou un enjeu spécifique à leur territoire.
L'association Va jouer dehors! lance en septembre 2022 le Festival de la Ville à Marseille, dont la première édition s'est tenue dans les anciens entrepôts Abitbol. Le festival a alors convié 50 personnalités du monde entier à débattre autour de sujets liés à la ville : architectes, urbanistes, artistes, hommes et femmes politiques et sociologues. Evénement annuel, il investit chaque année un lieu différent, en friche ou en déshérence. 
Va jouer dehors! a pour vocation de raconter la façon dont la ville se construit, quels en sont les acteurs, de comprendre les situations, de proposer ensuite des solutions alternatives pour permettre la ville de demain. Il s’agit selon son fondateur de "faire de l’architecture un art politique d'abord et avant tout". L’association crée ainsi à l’année des espaces de partages et de rencontres, de collaborations et de transmissions dédiés à la construction d’une nouvelle urbanité : le Festival de la Ville, les Ateliers Euphoriques, la revue trimestrielle l’Architecture Euphorique, des lectures et des interventions artistiques.

## Prix et distinctions
- 1998 : Prix de la Première œuvre pour la construction des Collèges Renoir et Rostand à Marseille[26].
- 2013 : Grand Prix d'Architecture d’1.13, grand prix d'architecture, d'urbanisme et du paysage des Bouches-du-Rhône organisé par le CAUE 13 pour l'Espace des libertés à Aubagne[27].
- 2013 : Prix de la transformation culturelle d’1.13, grand prix d'architecture, d'urbanisme et du paysage des Bouches-du-Rhône organisé par le CAUE 13 pour la Tour Panorama de la Friche la Belle de Mai à Marseille[28].
- 2008 : Chevalier des Arts et des Lettres[29].
- 2016 : Équerre d'argent catégorie Culture, jeunesse et sport, pour le Centre National des arts du cirque à Châlons-en-Champagne[30].
- 2022 : Prix du Classement des Promoteurs 2022 dans la catégorie « Restructuration » avec Quartus pour l’opération Rue Gachet à Marseille[31].